# Marilyn Monroe: Secrete, Glorie și Tragedie

Marilyn Monroe: Secrete, Glorie și Tragedie este o dramă americană apărută în anul 2015, ce povestește viața lui Marilyn Monroe. Personajele principale sunt jucate de Kelli Garner, Susan Sarandon, Emily Watson, Jeffrey Dean Morgan și Eva Amurri Martino. Filmul a fost difuzat pentru prima oară pe canalul de televiziune Lifetime la data de 30 și 31 mai 2015.

## Conținut
O povestire a vieții de familie a lui Marilyn și cum a reușit aceasta să ascundă cele mai intime secrete față de presă și de lumea invadatoare.

## Personaje principale
- Kelli Garner – Marilyn Monroe
- Susan Sarandon – Gladys Monroe Mortenson, mama lui Marilyn
- Emily Watson – Grace McKee, mama vitregă a lui Marilyn, mai târziu denumită matușă
- Jack Noseworthy – Alan DeShields, psihologul lui Marilyn
- Giacomo Gianniotti – Jimmy Dougherty, primul soț a lui Marilyn
- Jeffrey Dean Morgan – Joe DiMaggio, al doilea soț a lui Marilyn
- Stephen Bogaert – Arthur Miller, al treilea soț a lui Marilyn
- Matthew Bennett – Whitey, makeup artist-ul lui Marilyn
- Embeth Davidtz – Natasha Lytess, profesoara de actorie a lui Marilyn
- Tony Nardi – Johnny Hyde, agentul lui Marilyn

## Critică
Marilyn Monroe: Secrete, Glorie și Tragedie a dobândit referințe mixte. Keith Ulrich de la revista Hollywood Reporter spune că „Sunt puține lucruri care sunt surprinzătoare sau inspirate în drama despre iconica celebritate hollywoodiană Marilyn Monroe.”. O referință pozitivă realizată de Jordan Appugliesi de la revista US Weekly este „Surpriză! E chiar o dramă bună.”.